# Trematodon platybasis
Trematodon platybasis är en bladmossart som beskrevs av C. Müller in Renauld 1898. Trematodon platybasis ingår i släktet tranmossor, och familjen Bruchiaceae. Inga underarter finns listade i Catalogue of Life.